# Karel Schwarzenberg

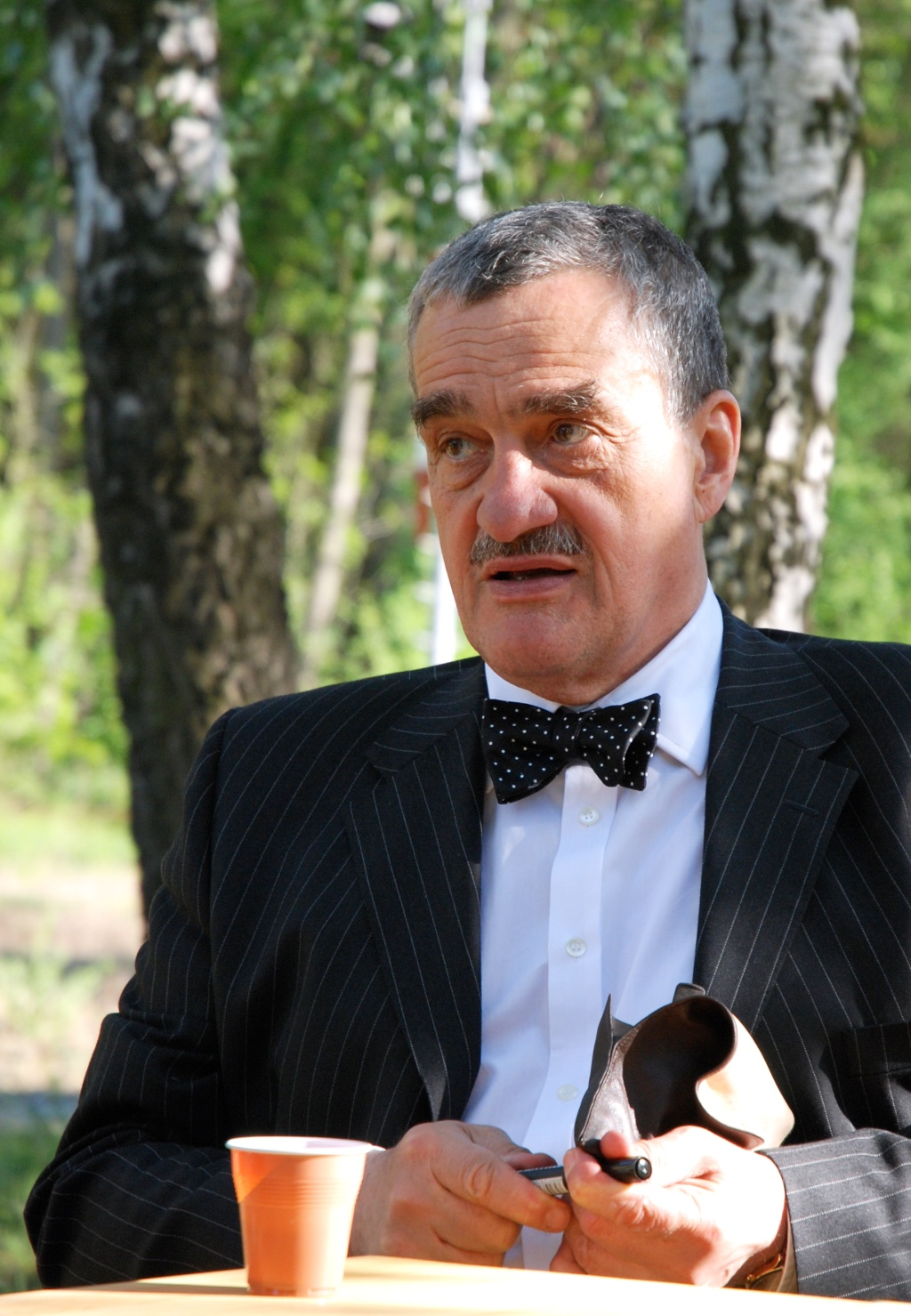
Karel Schwarzenberg

Karel Schwarzenberg (Praag, 10 december 1937 – Wenen, 11 november 2023), voluit in het Duits Karl Johannes Nepomuk Joseph Norbert Friedrich Antonius Wratislaw Menas Schwarzenberg, was een Tsjechisch politicus. Naast de Tsjechische had hij de Zwitserse nationaliteit.
Hij was vanaf 1979 het hoofd van het adellijke huis Schwarzenberg en droeg de titels 12e vorst zu Schwarzenberg, vorstelijk Landgraf im Kleggau, Graf zu Sulz, Herzog von Krumau en het predicaat Doorluchtigheid. Hij was de oudste zoon van dr. Karl 6e vorst zu Schwarzenberg (1911-1986) en prinses Antonie zu Fürstenberg (1905-1988). Hij was vanaf 1967 getrouwd met Therese Gräfin zu Hardegg auf Glatz und im Machlande; zij kregen drie kinderen. Hij bewoonde het stamslot Schwarzenberg in Scheinfeld en kasteel Murau in Oostenrijk; daarnaast woonde hij in het Paleis Schwarzenberg te Wenen en kasteel Dřevíč in Tsjechië.
Van 1984 tot 1990 was Schwarzenberg voorzitter van het Helsinki Comité voor Mensenrechten. In 1989 ontving hij de Europese Mensenrechtenprijs van de Raad van Europa.
In de periode 1990-1992 werkte hij voor Václav Havel, met wie hij goed bevriend was. Sinds 13 juli 2010 was hij senator en hij was tussen 2009 en 2013 tweemaal minister van Buitenlandse Zaken van de Tsjechische Republiek.
Schwarzenberg overleed in Wenen op 85-jarige leeftijd.

## Galerij

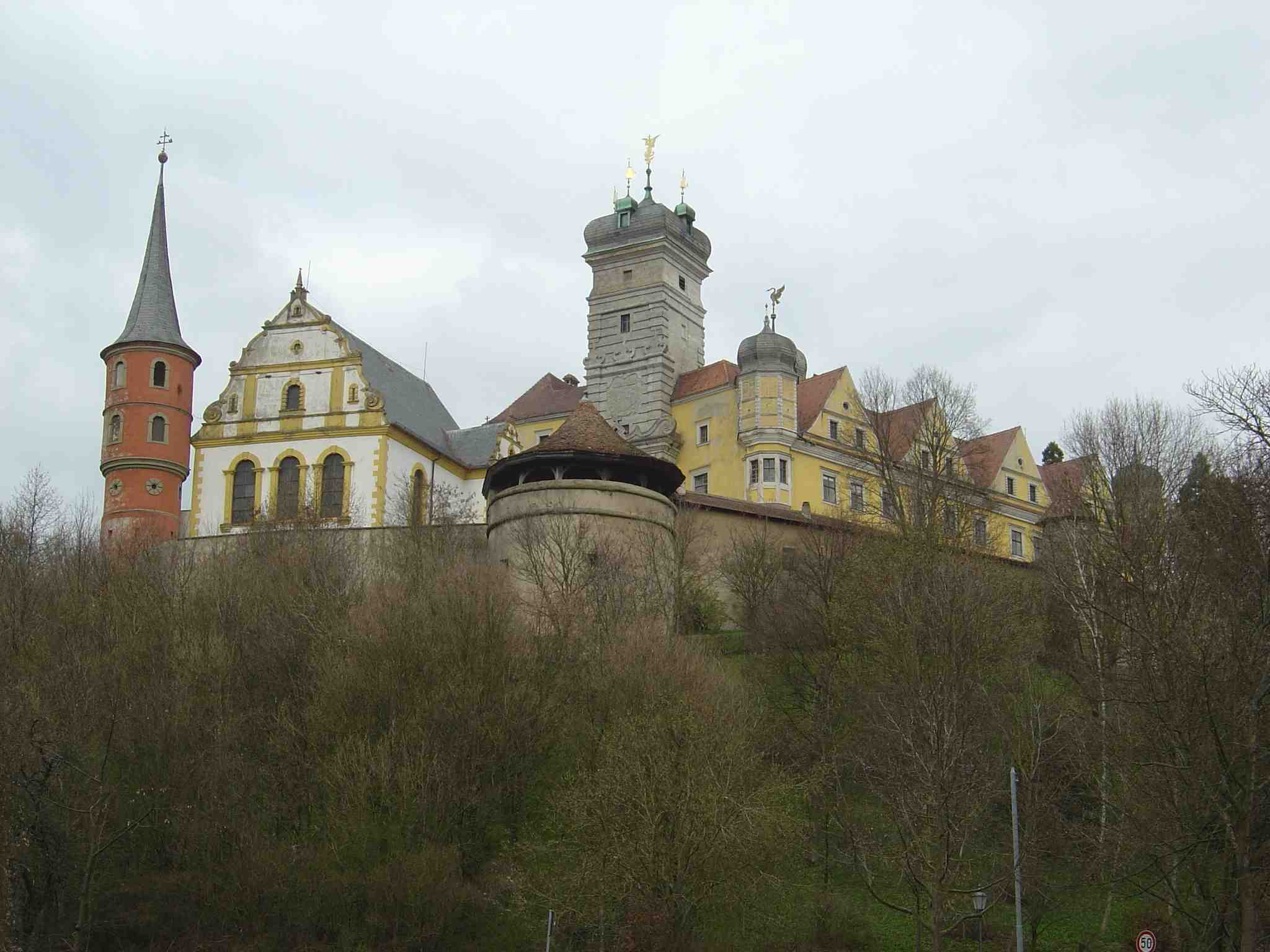
Schloss Schwarzenberg bij Scheinfeld in Steigerwald
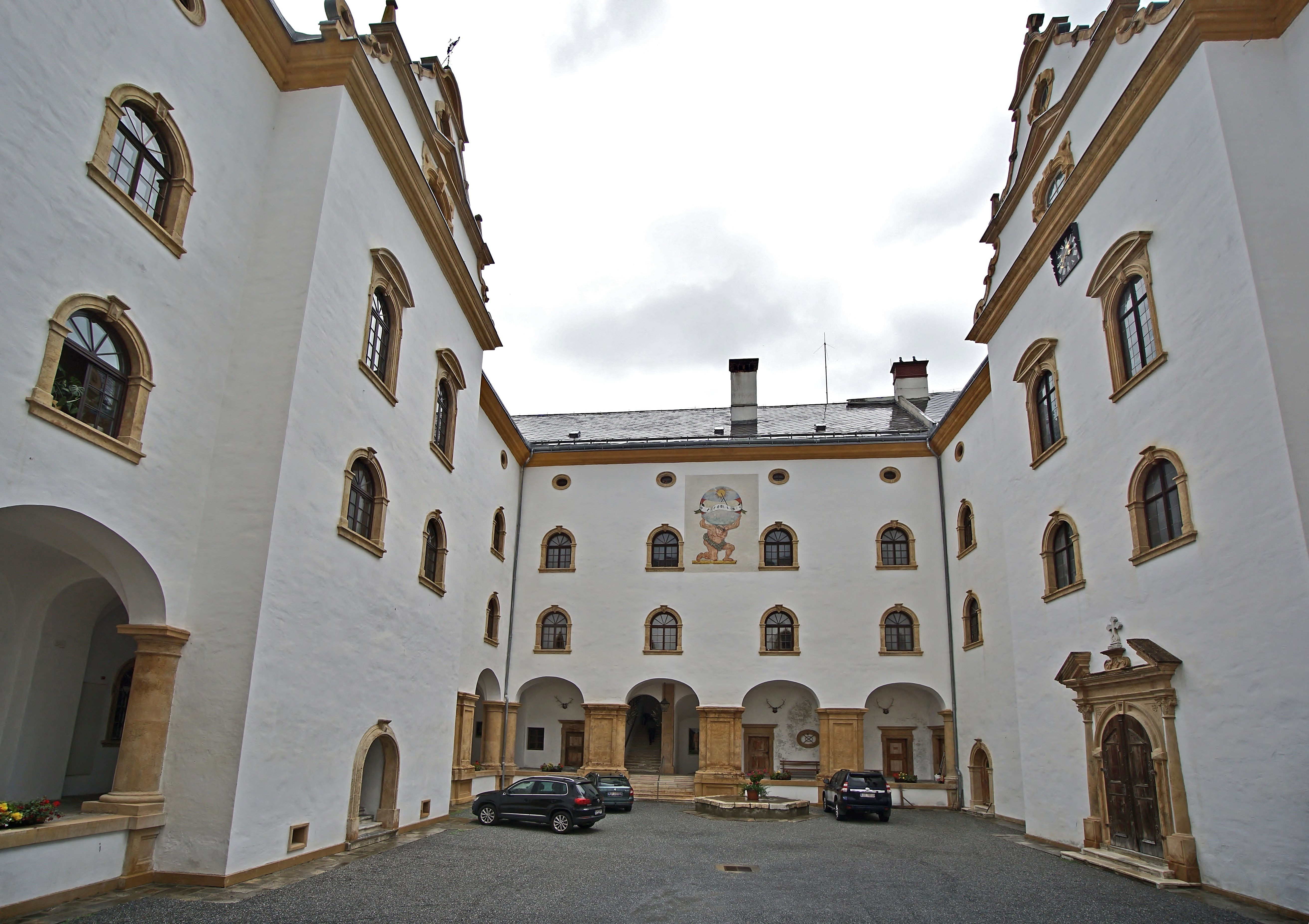
Binnenhof van kasteel Murau, rechts de Schlosskapelle
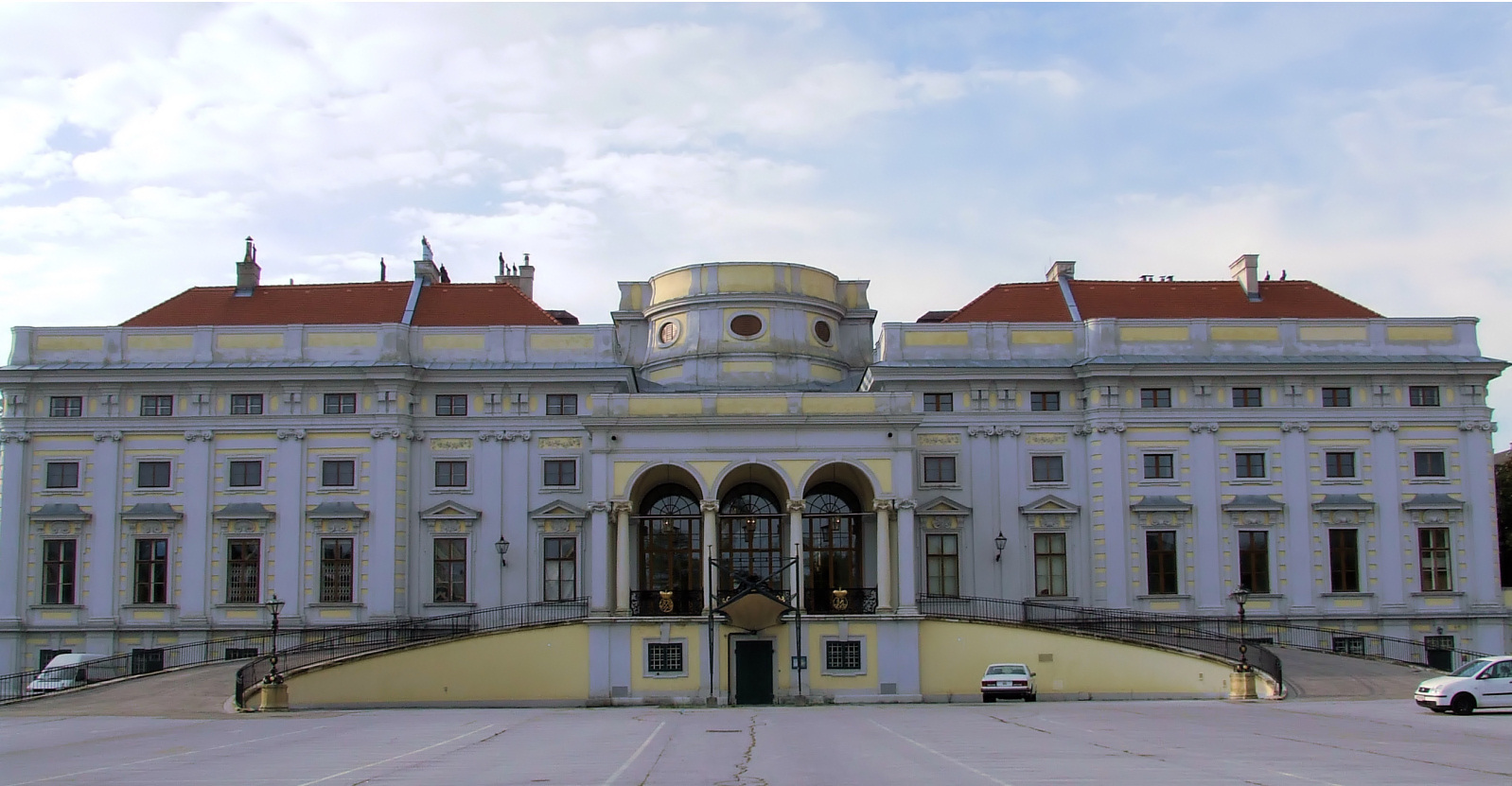
Paleis Schwarzenberg (Wenen)